# عبدالکریم جاسم
عبدالکریم جاسم (عربی: عبد الكريم جاسم بدر؛ زادهٔ ۱۵ مهٔ ۱۹۵۶) بازیکن سابق و مربی فوتبال اهل عراق است.
از باشگاه‌هایی که در آن بازی کرده‌است می‌توان به باشگاه ورزشی المینا اشاره کرد.